# 東レプラスチック精工
東レプラスチック精工株式会社（とうレプラスチックせいこう、英称:Toray Plastics Precision Co., Ltd.）は、東京都中央区日本橋本石町に本社を置く、プラスチックの射出成形製品・押出成形製品・コンパウンド製品の製造および販売、射出成形用金型の設計・製作及び販売を取り扱う化学工業企業。

## 沿革
- 1961年（昭和36年） - 東レ、極東貿易、臼井国際産業の3社が資本金3億6千万円を出資して「東洋プラスチック精工株式会社」を設立。 東京本社と三島工場で事業開始[1]。
- 2014年（平成26年）- 現社名の東レプラスチック精工株式会社に社名を変更し、現所在地の日本橋日銀通りビルに移転した[1]。